# Битва на Руті
Битва на річці Руті — вирішальне зіткнення у ході боротьби за Київ між князями Ізяславом Мстиславичем з одного боку і його дядьком, Юрієм Володимировичем Долгоруким з іншого, яке відбулось 30 квітня 1151 р. на ріці Руті біля Києва. Підсумком успішної для Ізяслава битви стало його остаточне утвердження на великокняжому столі.

## Передумови
Юрій Долгорукий намагаючись зайняти Київ зібрав військо і разом з своїми союзниками Володимиром Давидовичем і Святославом Ольговичем в кінці квітня 1151 р. підійшли до Дніпра. Спроба переправитись в районі Вишгорода виявилась невдалою і Юрій спрямував свої сили до Заруба, де успішно форсував Дніпро і відбив загони Ізяслава. Звідти він направив авангард своїх сил разом з половцями Севенча під командуванням сина Андрія на Київ. Однак Ізяславу вдалось відбити цю атаку:
|  | Вечір 30 травня 1151. І перестрілювалися ж вони до вечора через Либідь, а інші переїхали [її] і на оболоні билися супроти Вячеславового війська і ! Ізяславового, а другі навпроти Лядських воріт на пісках билися. Ізяслав же, це побачивши, повелів усім своїм братам із полків нарядити дружину,— а полків не рушати,— і подав раду: всім заодно кинутись на них. І так вони вчинили: і кинулися на них вони всі звідусіль, і чорні клобуки, і тоді вперли їх усюди в Либідь, а інші навіть броду не знайшли. І так побили вони їх, а другі захопили їх, інші ж навіть із коней повтікали, і багатьох побили. Тут же і Севенча Боняковича, дикого половчина, убили, який був прирік: «Буду я рубати в Золоті ворота так, як і отець мій!» І більше звідти ні один чоловік не переїхав уже на сю сторону. А Юрій, повернувши полки свої, пішов звідти, бо була йому вість, що йде на поміч йому сват Володимир [Володаревич] із Галича, і він пішов назустріч йому. |

## Хід битви
Суздальський князь надіявся на допомогу свого союзника Володимирка Володаровича галицького, тому рушив в південно-західному напрямку від Києва. Юрію не вдалось взяти Білгород, і він відступив далі до річки Рути (Руть, Великий Рутець). На марші його атакували чорні клобуки Ізяслава і нав'язали бій.
Бій був запеклим, особливо стосовно руських військ (половці пустили по стрілі і відступили). Володимир Давидович загинув. Підвищені втрати прихильників Юрія (в тому числі втонулих у ріці) пояснювалися також необхідністю відступати через річку. Сам Ізяслав був збитий з коня, отримавши рану в руку і наскрізне поранення в стегно, а потім помилково ледь не був убитий київськими воїнами, що знайшли його і прийняли за супротивника.
Ось як перебіг бою описує М. Грушевський в «Історії України-Руси»
|  | Ізяслав їхав сам оден попереду своїх полків і перший ударив на ворожу лаву; спис йому зломив ся й діставши кілька ран, він злетїв з коня. Се не здержало одначе атаки його війська, і по короткій, але „кріпкій сїчі”, воно змусило Юриєве військо тїкати. Перші кинули ся тїкати Половцї, „не пустивши навіть і по одній стрілї”, за ними Ольговичі, вкінцї сам Юрий з своїми дїтьми. Бредучи через болотнистий Рут, богато їх загрузло, стало ся замішаннє, й серед нього вбито Володимира Давидовича, чернигівського князя. Ізяслав також був недалеко від смерти; коли він став підводити ся, Кияне, що трапили ся там, прийняли його за ворога й хотїли убити. Ізяслав крикнув: „я князь”, але оден з вояків на се відказав: „тебе нам і треба”, і почав валити його мечем по голові, так що прогнув шолом до самого чола. Та Ізяславу вдало ся зняти з себе шолом, і вояки пізнали його — підхопили на руки з радости, „яко царя і князя свого”, „і крикнули всї полки: кіріе елеїсон, тїшачи ся, що ворогів побіджено, а князя свого бачать живим” |

## Наслідки битви
Війська Юрія Долгорукого та його союзників були розгромлені і князь перестав претендувати на Велике князівство Київське до смерті Ізяслава Мстиславича. Чернігів після смерті Володимира Давидовича зайняв його брат Ізяслав Давидович, який був союзником Ізяслава Мстиславича. Святослав Ольгович також здійснив спробу вокняжитись в Чернігові, однак, дізнавшись що там вже сів Ізяслав, поїхав до Новгорода-Сіверського.